# Olexandr Onufriyev
Olexandr Onufriyev (15 de febrero de 2002) es un deportista de Ucrania que compite en atletismo. Ganó una medalla de bronce en el Campeonato Europeo de Atletismo Sub-20 de 2021, en la prueba de salto con pértiga.